# Paradela
Paradela és un municipi de la província de Lugo a Galícia. Pertany a la Comarca de Sarria. Limita al nord amb O Páramo, al sud amb Bóveda i O Saviñao, a l'est amb Sarria i O Incio i a l'oest amb Taboada i Portomarín.

## Parròquies
- Aldosende (Santiago)
- Andreade (Santiago)
- Barán (San Pedro)
- Castro (San Mamede)
- Castro de Rei de Lemos (Santa María)
- As Cortes (San Salvador)
- Ferreiros (Santa María)
- Francos (Santa María)
- A Laxe (Santiago)
- Loio (San Xoán)
- Paradela (San Miguel)
- San Facundo de Ribas de Miño (San Facundo)
- San Martiño de Castro (San Martiño)
- San Vicente de Paradela (San Vicente)
- Santa Cristina de Paradela (Santa Cristina)
- Santalla de Paradela (Santalla)
- Suar (San Lourenzo)
- Vilaragunte (Santa María)